# Шаан (футбольний клуб)
Шаан (нім. Fußballclub Schaan) — ліхтенштейнський футбольний клуб з міста Шаан. Виступає у швейцарській любительській Міжрегіональній лізі (п'ятий рівень швейцарського футболу). Клуб заснований 1949 року. Домашні матчі команда проводить на стадіоні Шпортплац Райнвізе.

## Досягнення
Кубок Ліхтенштейну
- Володар (3 рази): 1955, 1963, 1994
- Фіналіст (11 разів): 1956, 1957, 1960, 1961, 1962, 1965, 1966, 1970, 1971, 1993, 2016

## Виступи в єврокубках
| Сезон   | Змагання          | Раунд | Клуб  | Рахунок  |
| ------- | ----------------- | ----- | ----- | -------- |
| 1994/95 | Кубок Кубків УЄФА | Q     | Пирин | 0-3, 0-1 |